# Gleichenia peltophora
Gleichenia peltophora är en ormbunkeart som beskrevs av Edwin Bingham Copeland. Gleichenia peltophora ingår i släktet Gleichenia och familjen Gleicheniaceae.

## Underarter
Arten delas in i följande underarter:
- G. p. schizolepis
- G. p. seramensis